# Peyrelevade

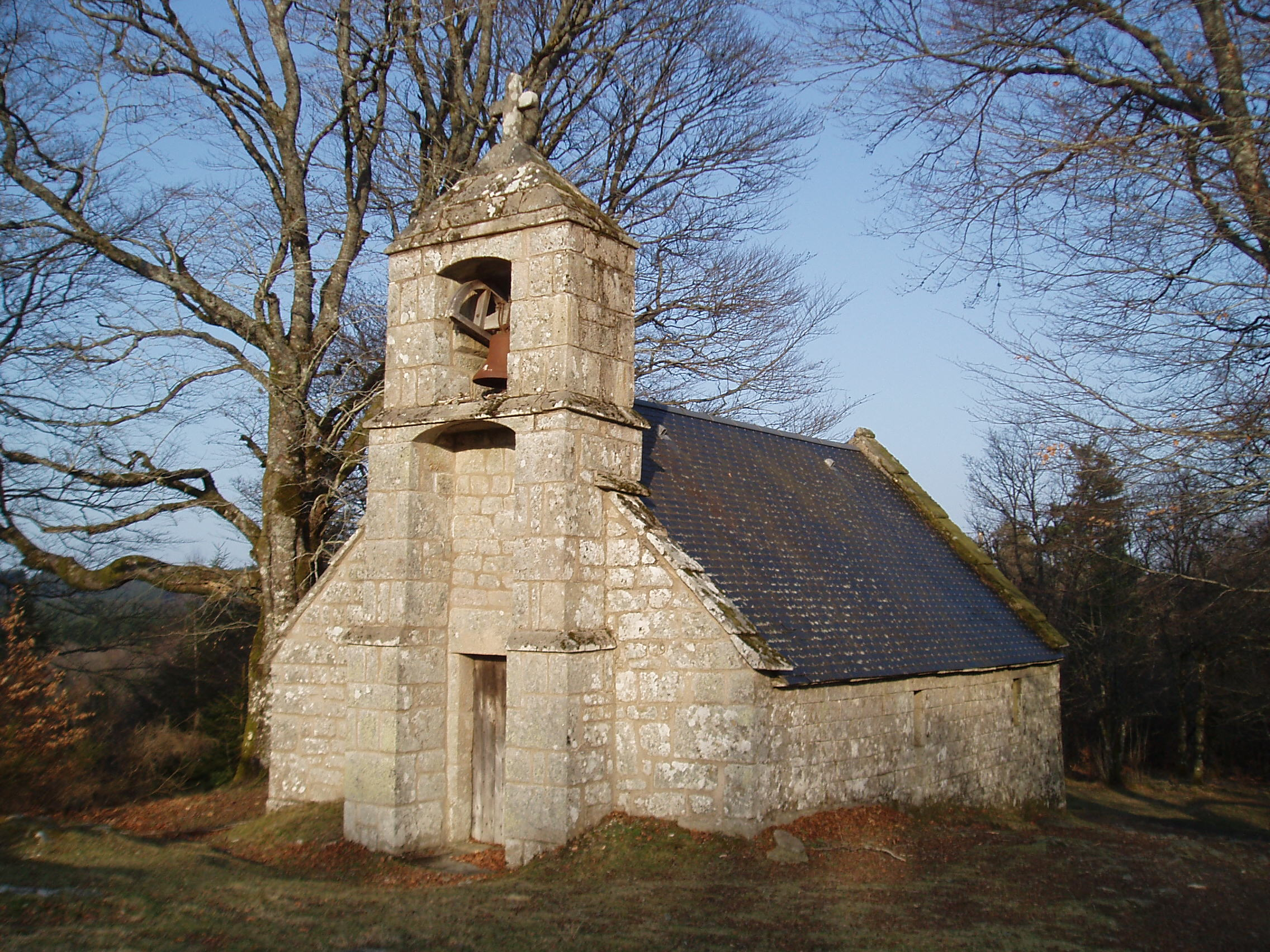
Kaplica w Le Rat, gmina Peyrelevade, 2012

Peyrelevade – miejscowość i gmina we Francji, w regionie Nowa Akwitania, w departamencie Corrèze.
Według danych na rok 1990 gminę zamieszkiwało 1012 osób, a gęstość zaludnienia wynosiła 15 osób/km² (wśród 747 gmin Limousin Peyrelevade plasuje się na 128. miejscu pod względem liczby ludności, natomiast pod względem powierzchni na miejscu 12.).